# Kisarazu
Kisarazu (japonsky 木更津市) je město v prefektuře Čibě v Japonsku. K roku 2019 v něm žilo přes 135 tisíc obyvatel.

## Poloha a doprava
Kisarazu leží na západní straně poloostrova Bósó na pobřeží Tokijského zálivu. Na severu hraničí se Sodegaurou, na východě s Ičiharou a na jihu s Kimicu.
Z Kisarazu vede most-tunel, který spojuje Kisarazu s Kawasaki a Jokohamou v prefektuře Kanagawě na druhé straně Tokijského zálivu.

## Dějiny
Kisarazu se rozvinulo už ve starověku a středověku jako obchodní středisko v deltě řeky Obicu.
Z moderního správního hlediska vzniklo město Kisarazu sloučením Kisarazu s několika okolními vesnicemi. Do roku 1955 byly přičleněny další tři vesnice. 

### Rodáci
- Akira Nakao (* 1942), herec
- Hideki Takahaši (* 1944), herec